# Katolici u Sarajevu
Pregled kretanja brojke katolika (uglavnom Hrvata, ali i drugih narodnosti) u Sarajevu od prvih spomena imena grada do danas pretpostavlja uvid u brojne dokumente pisane na više jezika, a rasute po rimskim, carigradskim, bečkim arhivima i zbirkama, te po domaćim samostanskim i inim pismohranama. Izvor koji djelomično osvjetljava tretiranu problematiku su uz trgovačke knjige i različita pismena svjetovne naravi. Ispod je presjek, odnosno kompilacija podataka iz dostupnih vrela.   

## Pregled
| Katolici u Sarajevu |           |           |         |       |                 |
| godina              | broj sela | broj kuća | odrasli | djeca | broj stanovnika |
| 1672.               | /         | 100       | /       | /     | /               |
| 1743.               | 4         | 67        | 267     | 109   | 376             |
| 1762.               | /         | 100       | /       | /     | 665             |
| 1768.               | /         | 79        | /       | /     | 572             |
| 1777.               | /         | 87        | /       | /     | 624             |
| 1813.               | 10        | 90        | 387     | 170   | 557             |

## Popisi

### 1485.
Turski defter bosanskog sandžaka iz 1485. ne navodi preciznu brojku stanovnika Sarajeva po konfesionalnom i narodnosnom kriteriju, već govori o kućama. Tako te godine bilježi 103 kršćanske, 42 muslimanske i osam kuća dubrovačkih građana.

### 1489.
I defter s konca srpnja 1489. govori o kućama. U Sarajevu je 1489. bilo 89 kršćanskih kuća, uz 82 muslimanske.

### 1655.
Fra Marijan Maravić navodi podatak o 110 katoličkih i pravoslavnih kuća.

### 1672.
Biskup Olovčić izvješćuje o stotinu katoličkih domaćinstava u Sarajevu.

### Katolici u Župi Sarajevo 1737.
Prvi apostolski vikar u Bosni biskup fra Mate Delivić u svome izvješću iz 1737. godine naveo je ova mjesta u župi Sarajevo.
| Katolici u Sarajevu 1737. |                          |               |
| Naselje                   | Broj katoličkih obitelji | Broj katolika |
| Bare                      | 3                        | 30            |
| Crnotina                  | 8                        | 97            |
| Čemernica                 | 10                       | 104           |
| Doglodi                   | 1                        | 15            |
| Kruzi                     | 2 ?                      | 20            |
| Nahorevo (Naorevo)        | 1                        | 9             |
| Nasići                    | 4                        | 30            |
| Osjek (Osik)              | 2                        | 8             |
| Otes                      | 4                        | 30            |
| Planina (naselje)         | 5                        | 46            |
| Pofalići (Pofalić)        | 4                        | 35            |
| Sarajevo                  | 22                       | 125           |
| Stup                      | 2                        | 25            |
| Toplik                    | 4                        | 15            |
| Zabrđe                    | 2                        | 20            |
| ?                         | ?                        | 25            |
| ukupno                    |                          |               |

### Popis Hrvata katolika u Sarajevu 1743.
| Hrvati katolici u Sarajevu 1743. |           |           |         |       |                 |
| godina                           | broj sela | broj kuća | odrasli | djeca | broj stanovnika |
| 1743.                            | 4         | 67        | 267     | 109   | 376             |

### 1762.
Fra Pavao Dragičević nakon vizitacije i podjele svetog sakramenta krizme piše o 100 katoličkih kuća, sa 665 vjernika.

### 1768.
Apostolski vikar fra Marijan Bogdanović nakon kanonskog pohoda bilježi 79 domaćinstava i 572 katolička vjernika.

### 1777.
U drugom izvješću biskup fra Marko Dobretić navodi da je u BiH 71.442 katolička vjernika, koji su raspoređeni u 33 župe. Za Sarajevo navodi sljedeće podatke: 
- 87 kuća
- 624 vjernika[7]

### 1813.
| Katolici u Sarajevu 1813. |           |               |       |        |
| naziv mjesta              | broj kuća | broj odraslih | djeca | ukupno |
| Sarajevo grad župa        | 23        | 63            | 32    | 95     |
| Nedžarići, Stup, Dvor     | 10        | 36            | 16    | 52     |
| Otes, Bare, Briješće      | 19        | 87            | 32    | 119    |
| Ilidža i Vrelo Bosne      | 11        | 54            | 18    | 72     |
| Planina                   | 27        | 147           | 72    | 219    |

### 1856.
U Šematizmu Bosne Srebrene za 1856. godinu, a prema podacima iz 1855., u župi Sarajevo su i ova naselja: Gora 12 katoličkih obitelji s 59 katolika, Kamenice (3, 41), Kožlje (3, 29), Kruzi (4, 37), Nasići (7, 79), Solakovići (2, 18), Tisovik (5, 29), i Višnjica (3, 25).

### 1864.
U Šematizmu Bosne Srebrene za 1864. godinu u župi sv. Anto Padovanski Sarajevo ova su naselja: Gora 14 katoličkih obitelji s 58, Kamenica (5, 66), Kopošići (10, 90), Kožlje (8, 34), Kruzi (3, 32), Solakovići (3, 24), Tisovik (6, 50), i Višnjica (4, 37).

## Srodni članci
- Sarajevo
- Dodatak:Popis stanovništva u Bosni i Hercegovini 1991.: Sarajevo

## Unutarnje poveznice
- Hrvati katolici u Herceg-Bosni 1743.
- Demografska povijest Hrvata Bosne i Hercegovine